# Лексингтон (Массачусетс)
Ле́ксингтон (англ. Lexington) — город в округе Мидлсекс, штат Массачусетс, США. Считается, что именно в Лексингтоне прозвучали первые выстрелы, положившие начало Войне за независимость.

Прозвище города — Место рождения американской свободы.

Девиз города — Какое славное утро для Америки!

## География
Город расположен в восточной части штата, в 16 километрах от столицы Массачусетса и от океана. Площадь города составляет 42,8 км², из них открытые водные пространства занимают 0,3 км². Через город протекает река Вайн-Брук; проходит крупная автодорога Massachusetts Route 128.

## История

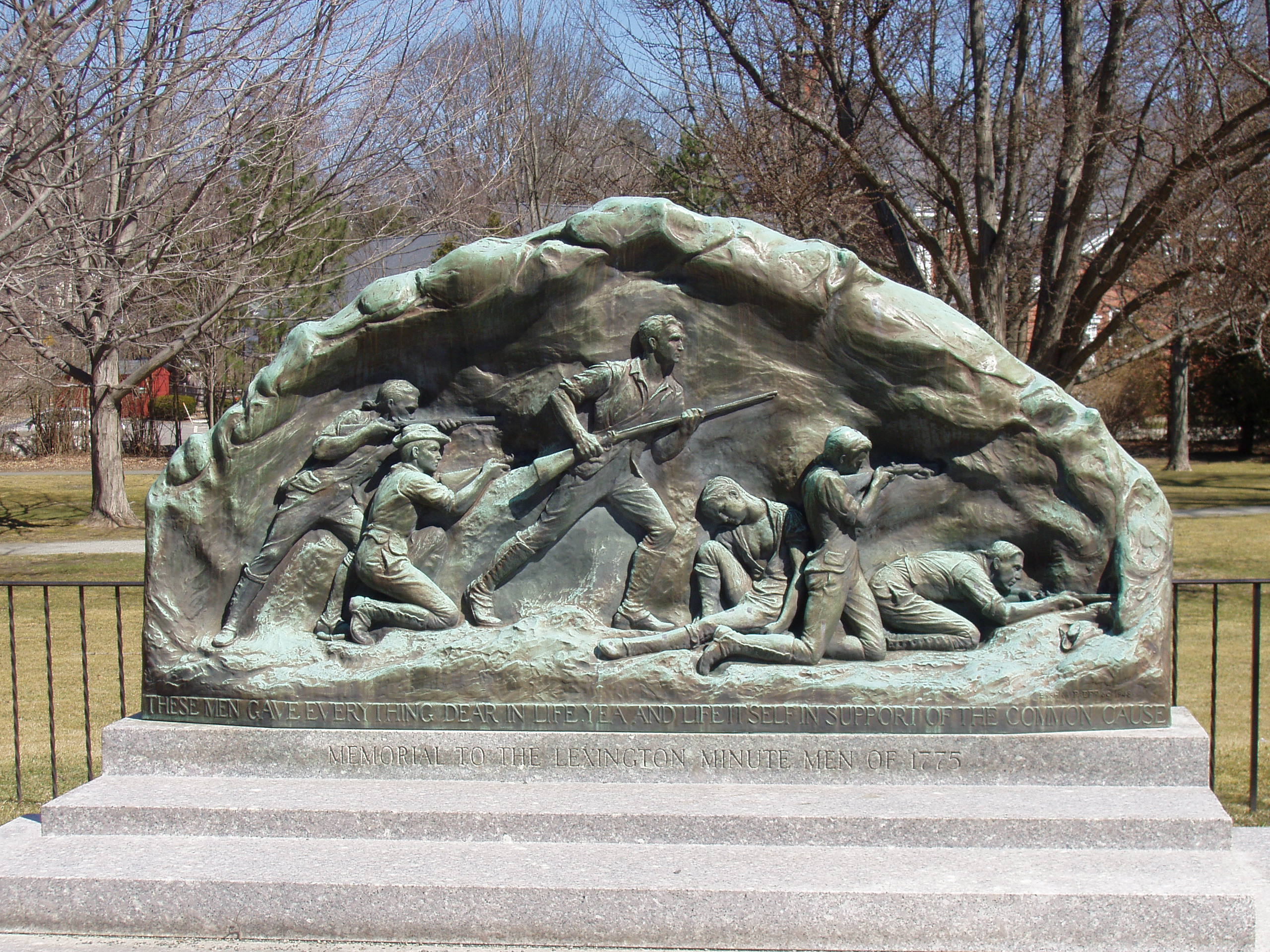
Барельеф первым солдатам Войны за Независимость

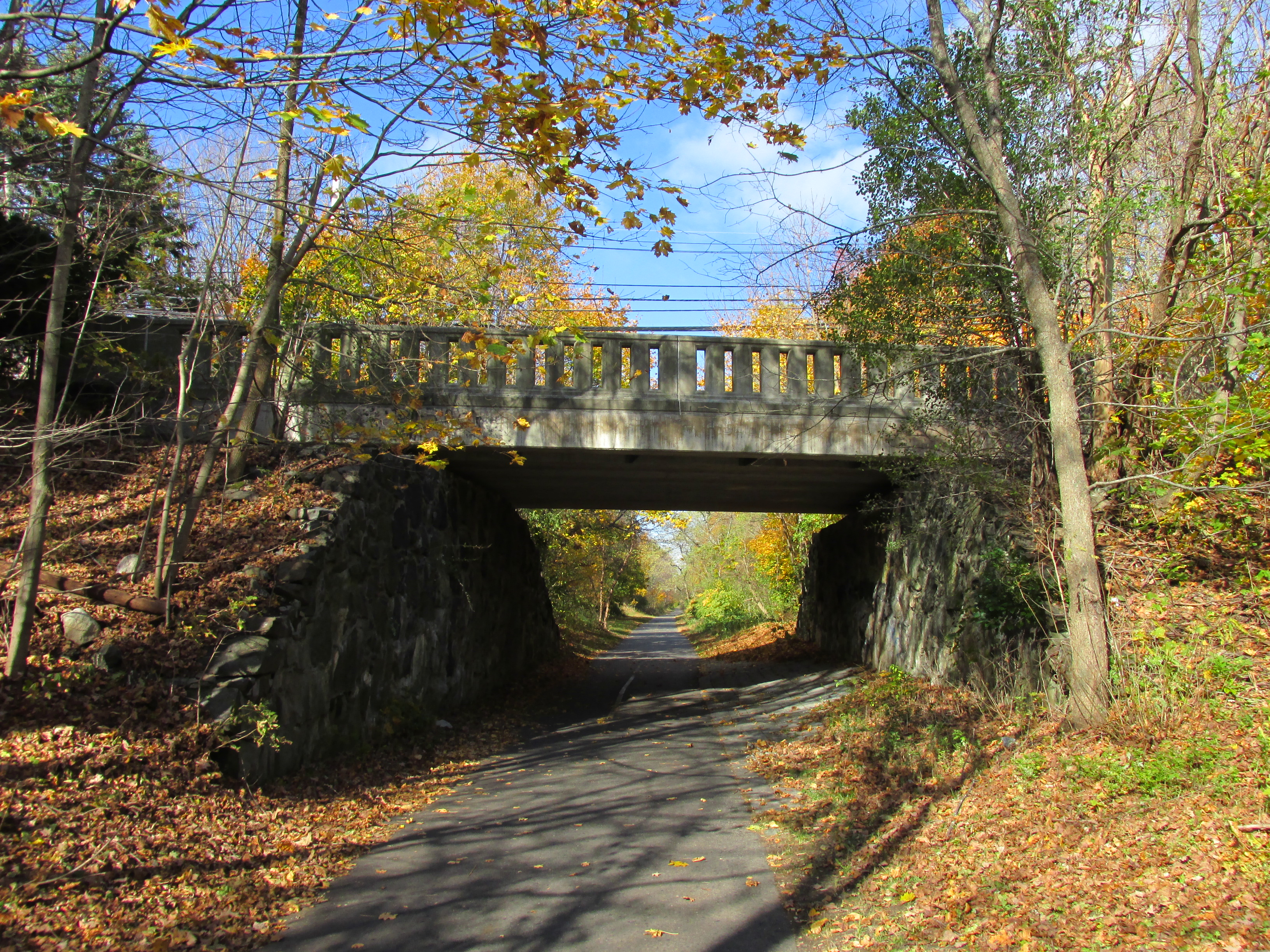
Велосипедная дорога Minuteman Bikeway

Лексингтон был основан около 1642 года как сельскохозяйственная часть города Кембридж. В 1691 году эта часть была инкорпорирована как приход, получив имя Кембридж-Фармс. В Кембридж-Фармсе появилась собственная церковь, а в 1713 году ему был присвоен статус города, вскоре после этого новый город обрёл своё нынешнее имя. О происхождении имени города есть две версии: он был назван в честь барона Лексинтона (Baron Lexinton); или же в честь английской деревни Лэкстон.
19 апреля 1775 года в Лексингтоне прозвучали первые выстрелы, положившие начало Войне за независимость, в связи с этим ежегодно в третий понедельник апреля в городе отмечают День патриотов
Лексингтон с момента образования служил поставщиком сельхозпродукции для Бостона, и в 1846 году его связала со столицей железная дорога Lexington and West Cambridge Railroad, ныне эта ветка уже давно не работает, по её маршруту проложена 16-километровая велосипедная дорога Minuteman Bikeway.

## Демография
Население
- 1850 год — 1893 человека
- 1860 — 2329
- 1870 — 2277
- 1880 — 2460
- 1890 — 3197
- 1900 — 3831
- 1910 — 4918
- 1920 — 6350
- 1930 — 9467
- 1940 — 13 187
- 1950 — 17 335
- 1960 — 27 691
- 1970 — 31 886
- 1980 — 29 479
- 1990 — 28 974
- 2000 — 30 355
- 2005 — 30 800
- 2010 — 31 394
- 2018 — 33 727

Расовый состав
- белые — 75,5 %
- азиаты — 19,8 %
- афроамериканцы — 1,5 %
- коренные американцы — 0,1 %
- прочие расы — 0,5 %
- смешанные расы — 2,6 %
- латиноамериканцы (любой расы) — 2,3 %

Происхождение предков
- ирландцы — 18,0 %
- англичане — 14,7 %
- итальянцы — 11,6 %
- немцы — 9,1 %
- русские — 4,9 %
- поляки — 4,4 %[3]

## Достопримечательности

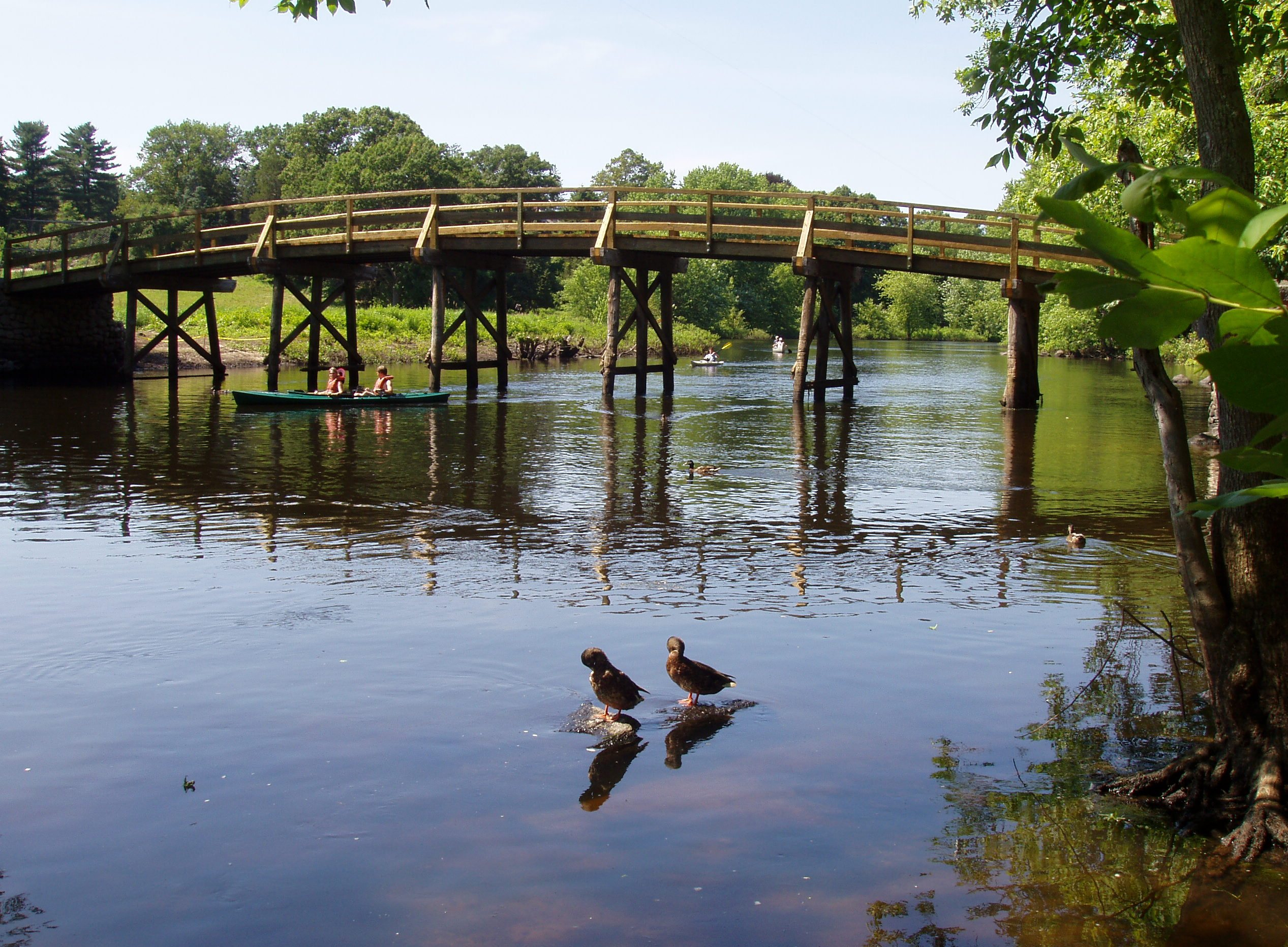
Старый северный мост

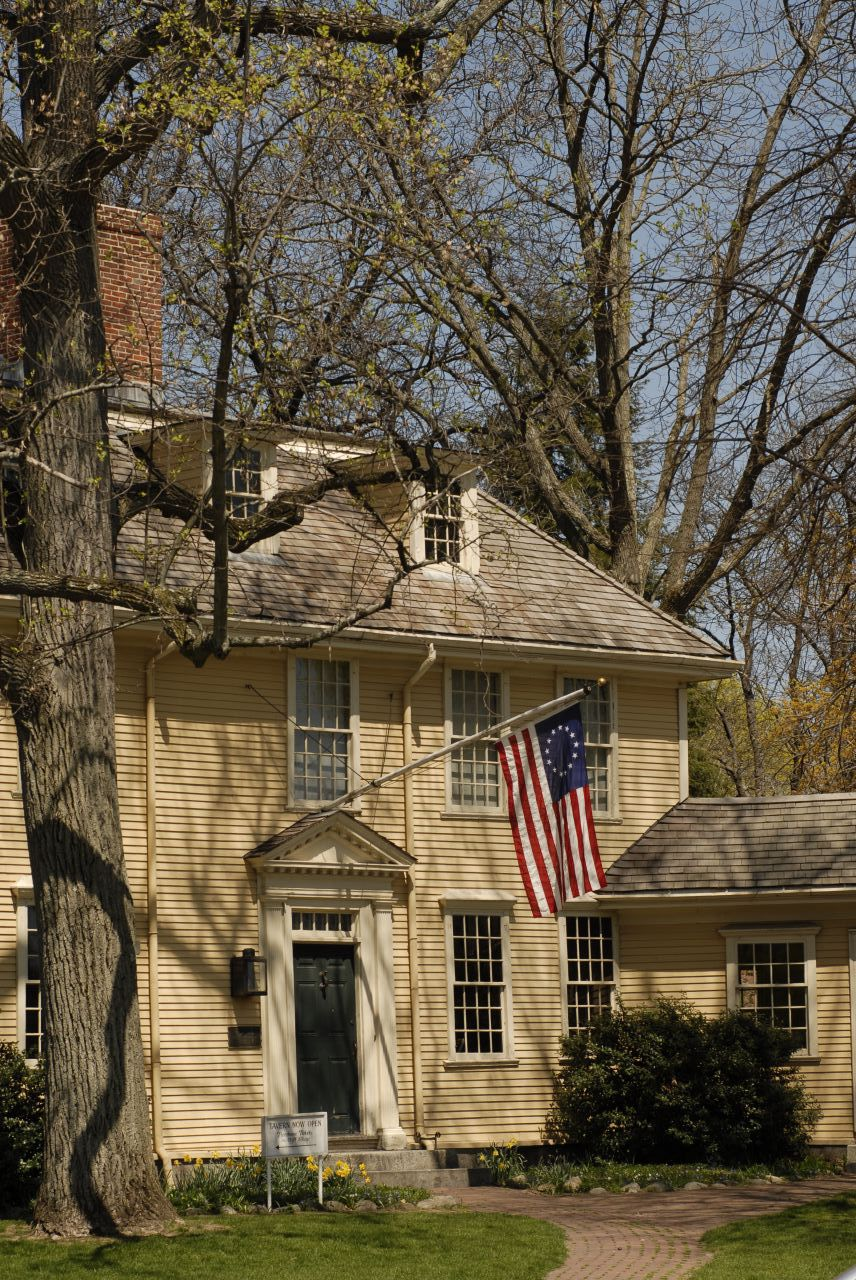
Таверна Бакмена (Buckman Tavern) (построена ок. 1690 года)

- Национальный исторический парк Minute Man (англ. Minute Man National Historical Park) (открыт в 1959 году)[4]
  - Старый северный мост[англ.]
  - Центр Лексингтона (англ. Lexington Centre)
    - Лексингтон Грин
      - Памятник капитану Джону Паркеру[уточнить] (открыт в 1900 году)
- Таверна Бакмена (англ. Buckman Tavern) (построена ок. 1690 года)
- Таверна Манро (Munroe Tavern) (построена в 1731 году)
- Дом Хэнкука и Кларка (англ. Hancock-Clarke House) (построен в 1737 году)
- Церковь англ. Follen Church Society-Unitarian Universalist (построена в 1841 году)
- Библиотека Cary Memorial (англ. Cary Memorial Library) (работает с 1869 года)
- В Лексингтоне растёт дуб, возраст которого оценивается больше чем в 200 лет[5].
- Природоохранная зона Уиллард-Вудс[6].

## Города-побратимы
- Антони  Франция
- Васпам[англ.]  Никарагуа(Васпам не проявляет активности в отношениях с 2004 года)
- Долорес-Идальго  Мексика (с 1966 года)
- Гатчина  Россия
- Павловск  Россия(Павловск не проявляет активности в отношениях с 2002 года)[7]